# 桐木沟村 (卢氏县)
桐木沟村，中华人民共和国河南省三门峡市卢氏县徐家湾乡所辖的一个行政村。位于徐家湾乡南部。全村236户，802人，共有13个居民组。有耕地505.5亩，  行政区划代码411224208203。